# The Return of Pipecock Jackson
The Return of Pipecock Jackson è il primo album da solista del musicista giamaicano Lee Perry, pubblicato dall'etichetta discografica Black Star Liner nel 1980 su LP.

## Tracce
1. Bed Jammin'
2. Untitled Rhythm
3. Give Thankx to Jah
4. Easy Knocking
5. Who Killed the Chicken
6. Babylon Cookie Jar a Crumble
7. Some Have Fe Halla